# Déspota (título)
Déspota (em grego: δεσπότης; romaniz.: despótes; lit. "senhor", "mestre") foi um título cortesão sênior bizantino que foi conferido aos filhos ou genros dos imperadores reinantes, e inicialmente denotou o herdeiro-aparente. De Bizâncio espalhou-se através dos Bálcãs (búlgaro e sérvio: деспот, despót), e foi também concedido aos estados sob influência bizantina, tais como o Império Latino, Bulgária, Sérvia, e o Império de Trebizonda. Deu origem a vários principados denominados "despotados" que foram governados tanto como estados independentes ou como apanágios de príncipes portando o título de déspota. O mais proeminente destes foram o Epiro, a Moreia e Sérvia. Em sua forma feminina é grafado despotesa (em grego: δεσπότισσα; romaniz.: despótissa; sérvio e búlgaro: деспотица, despotítsa), que denotou a esposa de um déspota; outra forma comumente usada como o equivalente feminino é a transliteração despena (δέσποινα, "dona da casa").
O termo não deve ser confundido com seu uso moderno, que refere-se ao despotismo, uma forma de governo em que uma entidade única governa como poder absoluto. A mudança semântica sofrida pelo termo é espelhada por tirano, uma antiga palavra grega originalmente não carregou conotação negativa, e o ditador latino, uma ofício da República Romana sancionado constitucionalmente. Em grego moderno coloquial, a palavra é frequentemente usada para se referir a um bispo.

## Origem e história

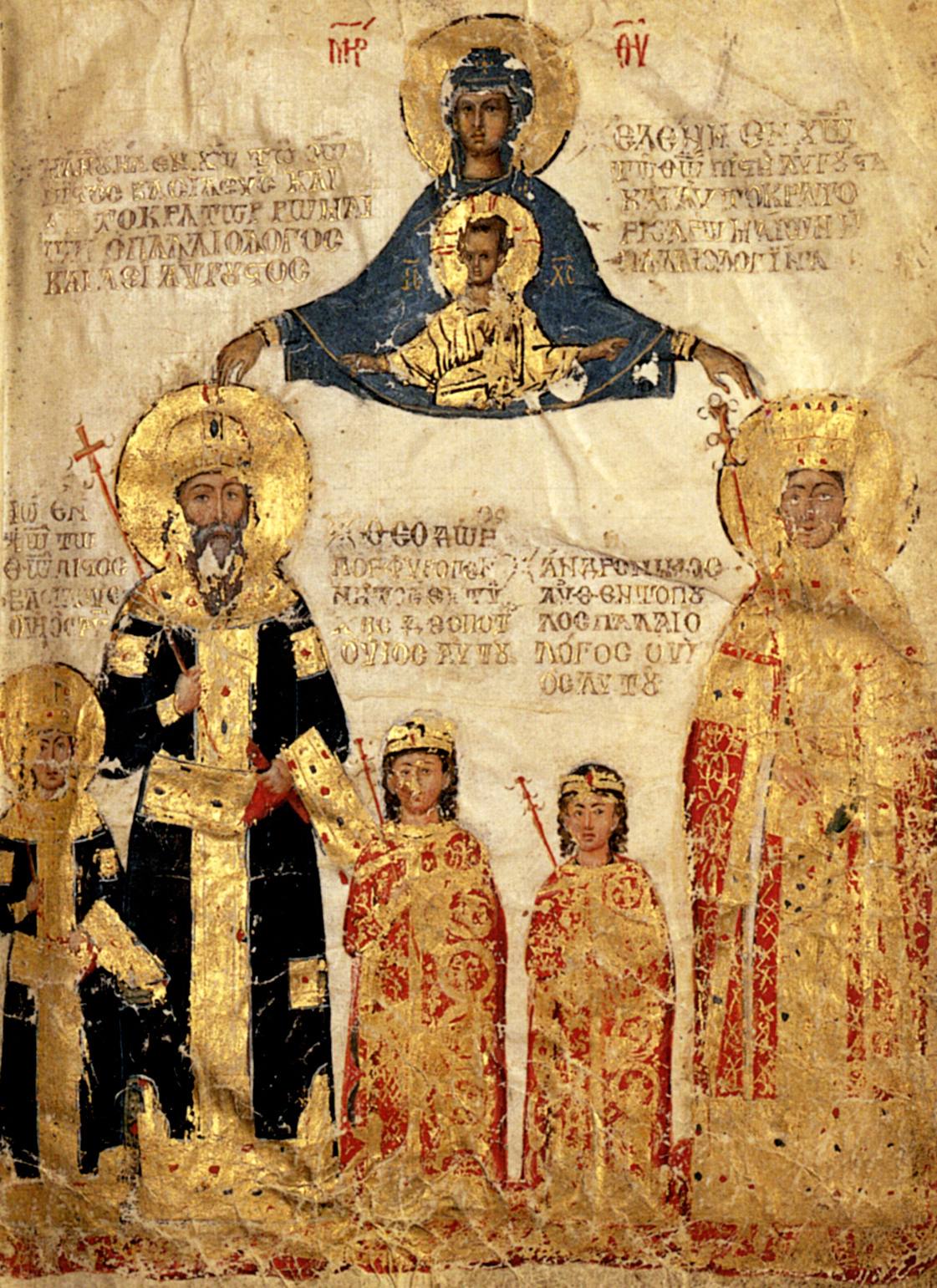
Imperador r. com sua família: a imperatriz Helena Dragasa (direita), e três de seus filhos, o coimperador João VIII r. e os déspotas Andrônico e Teodoro II

O termo original grego δεσπότης (despótes) significa simplesmente "senhor" e foi sinônimo de κύριος (kýrios). Como o equivalente grego do latino dominus, déspota foi inicialmente usado como uma forma de tratamento indicando respeito. Como tal, foi aplicado para qualquer pessoa de classe, mas num senso mais específico para Deus, bispos e patriarcas, e principalmente os imperadores romanos e bizantinos, sendo também ocasionalmente usado em contextos formais, por exemplo em moedas (desde Leão III, o Isauro) ou documentos formais. Embora tenha sido usado para nobres de alta patente do começo do século XII, o título de déspota começou a ser usado como um título cortesão específico por Manuel I Comneno (r. 1143–1180), que conferiu-o em 1163 para o futuro rei Bela III da Hungria (r. 1172–1196), o genro do imperador e, até o nascimento de Aleixo II (r. 1180–1183), seu herdeiro aparente. De acordo com o historiador bizantino contemporâneo João Cinamo, o título de déspota foi análogo ao título de urum de Bela, ou herdeiro aparente.
Deste momento até o fim do Império Bizantino, o título de déspota tornou-se a mais alta dignidade bizantina, que situava seus titulares "imediatamente depois do imperador". No entanto, os imperadores bizantinos, dos Comnenos aos Paleólogos, bem como os imperadores latinos que alegaram a sucessão deles e imitaram seus estilos, continuaram a usar o termo déspota em um senso mais específico de "senhor" em seus selos pessoais e na cunhagem imperial. De modo semelhante, os titulares dos títulos imediatamente juniores de sebastocrator e césar podiam ser endereçados como déspotas (δεσπότα). O déspota compartilhou com o césar outro epíteto apelatório, euticéstato (em grego: εὐτυχέστατος; romaniz.: eútychéstatos; lit. "mais afortunado" ou paneuticéstato (em grego: πανευτυχέστατος; romaniz.: paneutychéstatos; lit. "mais afortunado de todos").
Durante os últimos séculos de existência do Império Bizantino, o título foi concedido aos filhos mais novos dos imperadores (os filhos mais foram foi geralmente coroados como coimperadores, simbasileus) bem como para os genros dos imperadores (gambros). O título implicava extensas honras e privilégios, incluindo o controle de grandes propriedades - os domínios de João Paleólogo, o irmão de Miguel VIII Paleólogo (r. 1259–1282), por exemplo incluía as ilhas de Lesbos e Rodes - para financiar suas extensas famílias. Como os títulos juniores de sebastocrator e césar, o título de déspota foi estritamente uma dignidade cortesã, e não foi ligado a quaisquer funções militares ou administrativas ou poderes. Mulheres não podiam manter um título nobre, mas portar o título de seus maridos. Assim, a esposa de um déspota, a despotesa, tinha o direito de postar as mesmas insígnias que ele. Entre as mulheres da corte, as despotesas também tomaram o primeiro lugar após a imperatriz.

O Despotado da Moreia em 1450

O uso do título espalhou-se também para outros países dos Bálcãs. O Império Latino usou-o para honrar o doge de Veneza Henrique Dandolo e o governante local da região do Ródope, Aleixo Eslavo. Após ca. 1219, foi regularmente portado (é incerto se o título foi concedido pelo imperador ou usurpador) pelos podestàs venezianos em Constantinopla, uma vez que o apoio veneziano tornou-se crucial para a sobrevivência do império. Em 1279/1280, foi introduzido na Bulgária para aplacar o poderoso magnata (e depois tsar) Jorge Terter (r. 1280–1292). Durante o Império Sérvio foi largamente concedido entre os vários magnatas sérvios, com João Olivério sendo o primeiro titular, bem como para principados menores, incluindo os alto-proclamados déspotas albaneses de Arta. No século XV, os governadores venezianos de Corfu foram também denominados como déspotas. Como o título de déspota foi conferido pelo imperador e geralmente implicava um grau de submissão pelo premiado, os imperadores Paleólogos tentaram persuadir os imperadores de Trebizonda, que também reivindicaram o título imperial bizantino, a aceitaram ao invés disso o título de déspota. Apenas João II de Trebizonda (r. 1280–1297) e seu filho Aleixo II (r. 1297–1330), contudo, aceitaram o título, e mesmo assim eles continuaram a usar domesticamente o título imperial comum de basileu.
Com a morte do último imperador bizantino, Constantino XI Paleólogo, em 29 de maio  de 1453, a criação de um déspota tornou-se irregular. O título foi concedido pelo papa Pio II a André Paleólogo, herdeiro do trono bizantino em 1465, e pelo rei da Hungria aos herdeiros do Despotado da Sérvia.[carece de fontes?]

## Despotados

Bálcãs e Ásia Menor em 1265

De meados do século XIV em diante, vários territórios foram dados aos príncipes imperiais com o posto de déspota para governar como apanágios semiautônomos, alguns dos quais tornaram-se amplamente conhecidos como despotados (sing. em grego: δεσποτάτον; romaniz.: despotáton); principalmente o Despotado do Epiro e o Despotado da Moreia. É importante salientar que o termo "despotado" é tecnicamente inexato: o título de déspota, como qualquer outra dignidade bizantina, não foi hereditário nem intrínseco a um território específico. Mesmo nos chamados "despotados", um filho de um déspota pode suceder o território de seu pai, mas não poderia manter o título ao menos que ele fosse conferido mais uma vez pelo imperador.
No uso bizantino normal, uma distinção clara foi esboçada entre a dignidade pessoal do déspota e quaisquer outros ofícios ou atributos de seu titular. Assim, por exemplo, João II Orsini é qualificado como "o governante da Acarnânia, o déspota João ao invés de "o déspota da Acarnânia" por João VI Cantacuzeno (r. 1347–1354). No entanto, a estreita associação do título e do território começou já pelo final do século XIII e tornou-se difundido por meados do século XIV, com uma sucessão constante de déspota começando a governar sobre o mesmo território.

## Insígnias
De acordo com o Livro dos Oficios de Jorge Codino de meados do século XIV e as descrições dadas pelo historiador Jorge Paquimeres, as insígnias do déspota foram caracterizadas pelas cores roxa e branca e a rica decoração em pérolas. Em detalhe, as insígnias foram:
- Um chapéu com aba chamado esciádio cravejado com pérolas, com uma capa de pescoço com o nome do proprietário bordado em ouro e pingentes "similares aqueles do imperador". O esciádio foi uma chapelaria cotidiana, mas foi proibido para déspotas que não tinha alcançado a adolescência para para usá-lo em ambientes fechados.[23] Para cerimônias e festividades, o déspota portou o escarânico cupular, decorado com trabalhos em ouro, pedras preciosas e pérolas.[24]
- Uma túnica vermelha similar a do imperador, com bordados em ouro do estilo rizai mas sem insígnias militares, leggings vermelhas e um manto vermelho (tampário) com listras largas.[25] Para ocasiões festivas, o longo cafetã chamado cabádio, de cor vermelha ou púrpura e decorado com pérolas, foi usado.[26]
- Um par de botas levas roxas ou brancas, decoradas com águias imperiais feitas de pérolas sobre o peito do pé. As esporas também foram bicolores, roxa e branca.[27] Em alguns casos, de acordo com o desejo dos imperadores de demonstrarem seu favorecimento a um filho (Constantino Paleólogo sob Miguel VIII Paleólogo e Mateus Cantacuzeno sob João VI Cantacuzeno), estas botas foram substituídas por botas vermelhas como as do imperador, elevando seu titular a um posto indefinido quase-imperial "entre os déspotas" (ὑπὲρ δεσπότας).[28][29]
- A sela e a mobília do cavalo do déspota foram similares a do imperador, também em roxo e branco, decorado com águias de pérola. O revestimento da sela e a tenda do déspota foram brancas com pequenas águias vermelhas.[30]

O déspota também tinha o direito de assinar suas cartas com uma tinta de cor vermelho escuro (a do imperador foi vermelho brilhante).

## Lista de titulares conhecidos

### Império Bizantino
| Nome                            | Mandato                      | Conferido por           | Notas | Refs.                |
| ------------------------------- | ---------------------------- | ----------------------- | --- | -------------------- |
| Bela III da Hungria             | 1163–1169                    | Manuel I Comneno        | Genro e herdeiro-aparente até 1169, posteriormente rebaixado a césar. | [ 7 ]                |
| Teodoro Vatatzes                | Desconhecido                 | Manuel I Comneno        | Casado com a irmão de Manuel I, Eudócia. Seu uso do título é atestado apenas no selo de seu filho. | [ 32 ] [ 33 ]        |
| Aleixo Paleólogo                | 1200–1203                    | Aleixo III Ângelo       | Genro e herdeiro aparente de Aleixo III, segundo marido de Irene Angelina. Avô materno de Miguel VIII. | [ 34 ] [ 35 ] [ 36 ] |
| Teodoro I Láscaris              | 1203–1208                    | Aleixo III Ângelo       | Genro de Aleixo III, a ele provavelmente foi concedido o título de déspota após a morte de Aleixo Paleólogo. Ele fundou o Império de Niceia e foi proclamado imperador em 1205, embora não tenha sido coroado até 1208 e ainda foi formalmente déspota até então.                                                                                      | [ 34 ] [ 37 ]        |
| Leão Esguro                     | 1203/1204–1208               | Aleixo III Ângelo       | Governante de boa parte do sul da Grécia, ele conheceu Aleixo III após este ser despejado de Constantinopla pela Quarta Cruzada. Esguro casou com Eudócia Angelina e foi nomeado déspota e herdeiro-aparente do imperador exilado. | [ 34 ] [ 38 ]        |
| João Camareto                   | 1208 – desconhecido          | Aleixo III Ângelo       | Senhor da Lacônia, mencionado como déspota em uma carta de 1222. Ele foi possivelmente premiado com o título após a morte de Leão Esguro. | [ 38 ] [ 39 ]        |
| Andrônico Paleólogo             | 1216 – Desconhecido          | Teodoro I Láscaris      | Genro e herdeiro aparente de Teodoro I. Muito pouco se sabe sobre ele com certeza. Ele casou-se com Irene Lascarina e foi elevado a déspota, mas morreu logo depois. | [ 40 ] [ 41 ]        |
| Manuel Comneno Ducas            | 1225/1227–1230               | Teodoro Comneno Ducas   | Irmão de Teodoro, foi elevado ao posto de déspota após Teodoro coroar-se imperador. Como herdeiro de Teodoro e governador de Tessalônica, Manuel manteve o título de imperador (basileu) após 1230. | [ 42 ] [ 43 ]        |
| Constantino Comneno Ducas       | 1225/1227 – desconhecido     | Teodoro Comneno Ducas   | Irmão de Teodoro, foi elevado ao posto de déspota após Teodoro coroar-se imperador. | [ 44 ] [ 45 ]        |
| João Comneno Ducas              | 1242–1244                    | João III Vatatzes       | Governador de Tessalônica, ele abandonou o título imperial e reconheceu a suserania de Niceia em 1242, sendo recompensado com o título de déspota. | [ 19 ] [ 46 ]        |
| Demétrio Comneno Ducas          | 1244–1246                    | João III Vatatzes       | Herdou o comando de Tessalônica de seu irmão João e a ele foi conferido o título de déspota. Foi deposto por João III em 1246. | [ 47 ] [ 48 ]        |
| Miguel II Comneno Ducas         | Antes de 1246–1267/1268      | João III Vatatzes       | Sobrinho de Manuel, governador do Epiro | [ 49 ] [ 50 ]        |
| Nicéforo I Comneno Ducas        | Antes de 1248/1250–1297      | João III Vatatzes       | Filho e herdeiro de Miguel II do Epiro, foi premiado com o título em seu noivado com Maria, a neta de João III. Ele governou o Epiro a partir da morte de seu pai em 1267/1268. | [ 39 ] [ 51 ]        |
| Miguel VIII Paleólogo           | 1258–1259                    | João IV Láscaris        | Líder dos nobres, foi declarado regente após o assassinato de Jorge Muzalon e elevado primeiro a mega-duque e então, dentro de semanas, a déspota. Ele foi coroado imperador em 1 de janeiro de 1259. | [ 52 ] [ 53 ]        |
| João Paleólogo                  | 1259 – c. 1273/1275          | Miguel VIII Paleólogo   | Irmão de Miguel VIII, foi elevado ao posto de déspota após sua vitória na batalha de Pelagônia. Ele renunciou as insígnias e privilégios de um déspota, mas não ao título, após sua derrota na batalha de Neopatras em 1273/1275, e morreu logo depois.                                                                                                | [ 54 ] [ 55 ]        |
| Demétrio (Miguel) Comneno Ducas | Desconhecido                 | Miguel VIII Paleólogo   | Terceiro filho de Miguel II do Epiro, casou com Ana Paleóloga, uma das filhas de Miguel VIII, e foi nomeado déspota. | [ 39 ]               |
| Constantino Paleólogo           | Desconhecido                 | Miguel VIII Paleólogo   | Terceiro filho de Miguel VIII, é atestado como um déspota em selos. | [ 56 ]               |
| João II de Trebizonda           | 1282–1297                    | Miguel VIII Paleólogo   | Imperador de Trebizonda, foi persuadido a renunciar sua reivindicação como "imperador dos romanos" e aceitar o título de déspota e a mão de Eudócia, a filha de Miguel VIII. João visitou Constantinopla em 1282, quando o título foi conferido e o casamento de Eudócia ocorreu. Ele, no entanto, manteve o título imperial de uma maneira diferente. | [ 17 ] [ 57 ]        |
| Tomás I Comneno Ducas           | 1290–1318                    | Andrônico II Paleólogo  | Único filho e herdeiro de Nicéforo I Comneno Ducas | [ 39 ]               |
| Constantino Paleólogo           | 1292– anos 1320              | Andrônico II Paleólogo  | Segundo filho de Andrônico II, foi nomeado déspota em seu casamento com a filha de Teodoro Muzalon | [ 58 ]               |
| João Paleólogo                  | 1294 – desconhecido          | Andrônico II Paleólogo  | Terceiro filho de Andrônico II, foi nomeado déspota em 22 de maio de 1294 | [ 58 ]               |
| Aleixo II de Trebizonda         | c. 1297–1330                 | Andrônico II Paleólogo  | Filho e sucessor de João II de Trebizonda | [ 17 ]               |
| Teodoro Paleólogo               | Desconhecido                 | Andrônico II Paleólogo  | Quarto filho de Andrônico II, nomeado déspota em uma data desconhecida, de 1305 marquês de Monferrato. | [ 59 ]               |
| Demétrio Paleólogo              | Desconhecido                 | Andrônico II Paleólogo  | Quinto filho de Andrônico II, nomeado déspota em uma data desconhecida. | [ 59 ]               |
| Manuel Paleólogo                | Desconhecido – 1320          | Andrônico II Paleólogo  | Segundo filho de Miguel IX Paleólogo, nomeado déspota em data desconhecida, morto por engano por seu irmão Andrônico III Paleólogo | [ 59 ]               |
| Miguel Paleólogo                | Antes de 1341 – desconhecido | Andrônico III Paleólogo | Segundo filho de Andrônico III, nomeado déspota em uma idade muito jovem | [ 60 ]               |
| Momchil                         | 1343/44–1345                 | Ana de Saboia           | Governante búlgaro do Ródope, premiado com o título pela imperatriz-regente durante a guerra civil bizantina de 1341–1347, de modo a afastá-lo de João VI Cantacuzeno, que intitulou-o sebastocrator. Efetivamente independente até ser derrotado e morto pelo exército de Cantacuzeno.                                                                | [ 61 ]               |
| Manuel Cantacuzeno              | 1347–1380                    | João VI Cantacuzeno     | Segundo filho de João VI, nomeado déspota após a guerra civil de 1341–1347, primeiro déspota da Moreia de 1349 até sua morte. | [ 62 ]               |
| Nicéforo II Orsini              | 1347–1359                    | João VI Cantacuzeno     | Genro de João VI, nomeado déspota após a guerra civil de 1341–1347, governante do Epiro em 1335–1338 e 1356–1359 | [ 63 ]               |
| Manuel Comneno Raul Asen        | Antes de 1358 – desconhecido | João VI Cantacuzeno     | Cunhado de João VI Cantacuzeno, nomeado primeiro sebastocrator por ele e déspota em uma data desconhecida. | [ 64 ]               |
| João Cantacuzeno                | 1357 – desconhecido          | João V Paleólogo        | Filho mais velho de Mateus Cantacuzeno, nomeado déspota na abdicação de seu pai de seu título imperial. | [ 64 ]               |
| Teodoro I Paleólogo             | before 1376–1407             | João V Paleólogo        | Terceiro filho de João V, déspota da Lacedemônia de 1383 até sua morte | [ 65 ]               |
| Tomás Comneno Prealimpo         | 1382–1384                    | João V Paleólogo        | Filho de Gregório Prealimpo, foi dado o título de governante de Janina e sua região por seu sogro Simeão Uresis em 1367. O título de déspota não foi formalmente conferido pelo imperador bizantino até 1382. | [ 66 ] [ 67 ]        |
| Esaú Buondelmonti               | ca. 1385 – 1411              | João V Paleólogo (?)    | Um italiano, esteve possivelmente envolvido no assassinato de Tomás Comneno Prealimpo, e sucedeu-o como governante de Janina quando casou com a viúva Maria. | [ 68 ]               |
| Miguel Paleólogo                | Desconhecido                 | João V Paleólogo        | Terceiro filho de João V, governante de Mesembria, assassinado em 1376/7 | [ 65 ] [ 69 ]        |
| Teodoro II Paleólogo            | 1406/1407–1448               | Manuel II Paleólogo     | Segundo filho de Manuel II, déspota da Moreia de 1407 e de Selímbria de 1443 até sua morte. | [ 70 ]               |
| Andrônico Paleólogo             | 1409 – c. 1424               | Manuel II Paleólogo     | Terceiro filho de Manuel II, déspota em Tessalônica de 1409 até 1423 (denominado "déspota da Tessália" por Ducas), logo depois ele entrou num mosteiro. | [ 71 ]               |
| Carlos I Tocco                  | 1415–1429                    | Manuel II Paleólogo     | Conde palatino de Cefalônia e Zacinto, após a morte de seu tio Esaú Buondelmonti em 1411, sucedeu-o em Janina. Para formalizar sua posição, em 1415 enviou seu irmão Leonardo Tocco para o imperador Manuel para obter sua confirmação como déspota. Em 1416, Carlos reuniu o antigo Despotado do Epiro ao capturar Arta.                              | [ 72 ]               |
| João Paleólogo                  | Desconhecido                 | Manuel II Paleólogo     | Filho de Andrônico, déspota de Tessalônica. Ele é mencionado como titular em 1419. | [ 73 ]               |
| Constantino XI Paleólogo        | Desconhecido – 1449          | Manuel II Paleólogo     | Quarto filho de Manuel II e último imperador bizantino. Déspota em Selímbria até 1443, depois co-déspota na Moreia até 1449, quando sucedeu seu irmão no trono bizantino | [ 18 ]               |
| Demétrio Paleólogo              | 1425–1460                    | Manuel II Paleólogo     | Quinto filho de Manuel II, déspota em Lemnos de 1425 a 1449, em Mesembria de 1440, co-déspota na Moreia de 1449 até a conquista otomana em 1460. | [ 71 ]               |
| Tomás Paleólogo                 | 1428–1460                    | João VIII Paleólogo     | Sexto filho de Manuel II, co-déspota na Moreia de 1428 até a conquista otomana em 1460. De acordo com Jorge Frantzes, contudo, ele foi intitulado déspota até 1449, quando seu irmão Constantino tornou-se imperador. | [ 74 ]               |
| Carlos II Tocco                 | 1429–1448                    |                         | Sucessor de Carlos I Tocco como conde palatino de Cefalônia e Zacinto e governante do Epiro. Ele reivindicou o título tradicional de déspota, mas ele nunca foi oficialmente conferido por um imperador bizantino. | [ 75 ]               |
| Manuel Cantacuzeno              | 1453                         |                         | Neto de Demétrio I Cantacuzeno, foi aclamado como líder e déspota da Moreia pelos habitantes albaneses e gregos durante a fracassada revolta da Moreia de 1453–1454. Ele foi logo derrubado por João Asen Zaccaria. | [ 76 ] [ 77 ]        |
| André Paleólogo                 | Desconhecido – 1465          | Papa Pio II (?)         | Filho mais velho de Tomás Paleólogo e herdeiro da linha paleóloga. De acordo com Frantzes, ele foi premiado com o título de déspota pelo papa, mas R. Guilland sugere que ele já podia ter recebido antes de 1460. Reclamou o trono bizantino de 1465 até 1494.                                                                                        | [ 18 ]               |

### Império Latino
| Nome                | Mandato                 | Conferido por                 | Notas | Refs.         |
| ------------------- | ----------------------- | ----------------------------- | --- | ------------- |
| Henrique Dandolo    | 1204–1205               | Balduíno I de Constantinopla  | Doge de Veneza e a força motriz por trás da captura de Constantinopla na Quarta Cruzada, bem como a eleição de Balduíno como imperador latino ao invés de Bonifácio de Monferrato. | [ 78 ] [ 79 ] |
| Aleixo Eslavo       | 1208 – após 1222        | Henrique de Flandres          | Governante búlgaro do Ródope | [ 80 ] [ 81 ] |
| Jacó Tiepolo        | 1219–1221               | Iolanda de Flandres (?)       | Podestà veneziano em Constantinopla, pode ter recebido o título de "déspota do Império da România" (despotes imperri Romaniae) pela imperatriz-regente Iolanda para assegurar o apoio veneziano, ou ele pode se apropriado dele. | [ 82 ]        |
| Marino Storlato     | 1222–1223               | Roberto de Courtenay          | Podestà veneziano em Constantinopla | [ 83 ] [ 84 ] |
| Albertino Morosini  | ca. 1238                | Balduíno II de Constantinopla | Podestà veneziano em Constantinopla | [ 85 ]        |
| Filipe I de Tarento | 1294/97–1315, 1330–1332 | Carlos II de Nápoles          | Marido de Tamar, a filha de Nicéforo I do Epiro. Na morte de Nicéforo I, a ele foi dado o título de "déspota da România" pelo lado de sua esposa, e governante de todos os territórios sujeitos ou dos Angevinos na Albânia (o Reino da Albânia) e Grécia ao norte do golfo de Corinto (o dote de Tamar na Etólia e Epiro, como vassala angevina). | [ 86 ] [ 87 ] |
| Filipe              | 1315–1330               | Filipe I de Tarento           | Filho mais velho sobrevivente de Filipe de Tarento, a ele foi concedido o título e reivindicação do "Despotado da România" em 1315 até sua morte. | [ 88 ]        |
| Martinho Zaccaria   | 1325–1345               | Filipe I de Tarento           | Senhor de Quios, Samos e Cós, foi premiado com o título de "rei e déspota da Ásia Menor" por Filipe na esperança de alistá-lo em um esforço para reclamar Constantinopla. | [ 89 ] [ 90 ] |
| Roberto de Tarento  | 1332–1346               | Catarina de Valois            | Filho mais velho sobrevivente de Filipe de Tarento e da imperatriz titular Catarina de Tarento e Acaia, foi após 1346 o imperador latino titular. | [ 91 ]        |

### Império Búlgaro
| Nome                        | Mandato                 | Conferido por                    | Notas | Refs.  |
| --------------------------- | ----------------------- | -------------------------------- | --- | ------ |
| Jacó Esvetoslau             | Antes de 1261–1275/1277 | Possivelmente Constantino Tico   | Poderoso magnata e senhor autônomo de Sófia, foi provavelmente nomeado déspota por um governante búlgaro ao invés do imperador niceno.                                                               | [ 92 ] |
| Jorge I Terter              | 1278/1279–1292          | Miguel VIII Paleólogo            | Poderoso magnata, ele recebeu o título de déspota junto com a mão da irmã do tsar João Asen III para conquistá-lo em face da revolta de Lacanas. Mais tarde Jorge despôs João Asen e tornou-se tsar. | [ 16 ] |
| Aldimir                     | Anos 1280–1305          | Provavelmente por Jorge I Terter | Irmão mais novo de Jorge I, foi elevado ao posto de déspota por ele, e recebeu (provavelmente após 1298) a região de Kran como um apanágio (Despotado de Kran).                                      | [ 93 ] |
| Miguel Sismanes da Bulgária | before 1313–1322/1323   | Teodoro Esfendóstlabo            | Senhor autônomo de Vidim, nomeado déspota em ou logo depois a morte de seu pai Sismanes de Vidim. Tornou-se tsar da Bulgária em 1322/1333                                                            | [ 94 ] |
| Belaur                      | 1323 – c. 1331          | Miguel Sismanes                  | Meio-irmão de Miguel Sismanes, sucedeu-o como senhor autônomo de Vidim com o posto de déspota. Ele resistiu ao governo de João Alexandre e foi forçado a fugir em exílio.                            | [ 95 ] |
| Miguel Sismanes de Vidim    | Desconhecido            | João Alexandre                   | Filho mais jovem do tsar Miguel Sismanes, provavelmente sucedeu Belaur como senhor autônomo de Vidim com o posto de déspota.                                                                         | [ 96 ] |
| Dobrotitsa                  | Após 1357 – 1386        | João Alexandre                   | Governante do Dobruja |        |

### Império Sérvio e Estados sucessores
| Nome                                               | Mandato                     | Conferido por           | Notas | Refs.           |
| -------------------------------------------------- | --------------------------- | ----------------------- | --- | --------------- |
| João Olivério                                      | 1334–1356                   | Andrônico III Paleólogo | Magnata sérvio autônomo, nomeado déspota por Andrônico III após a paz bizantino-sérvia de 1334 | [ 97 ]          |
| Simeão Uresis                                      | 1345/1346–1363              | Estêvão Uresis IV       | Meio irmão de Estêvão IV, foi nomeado déspota provavelmente após a coroação de Estêvão como imperador. Governador do Epiro, ele proclamou-se tsar em 1356 e tentou tomar o controle da Sérvia, mas falhou. Governante da Tessália e grande parte do Epiro de 1359 até sua morte ca. 1370.                                                            | [ 98 ]          |
| João Comneno Asen                                  | 1345/1346–1363              | Estêvão Uresis IV       | Cunhado de Estêvão IV, foi nomeado déspota provavelmente após a coroação de Estêvão. Governante do Principado de Valona até sua morte. | [ 99 ]          |
| João Bua Espata                                    | c. 1360/1365 – c. 1399/1400 | Simeão Uresis           | Líder do clã albanês, no começo dos anos 1360 foi reconhecido como déspota e governante da Etólia (o Despotado de Angelocastro) pelo imperador sérvio titular e governante da Tessália Simeão Uresis. Ele foi de facto independente, e em 1374 anexou o Despotado de Arta e lançou repetidos ataques mal-sucedidos contra Janina.                    | [ 100 ] [ 101 ] |
| Pedro Losha                                        | c. 1360/1365–1374           | Simeão Uresis           | Líder do clã albanês, no começo dos anos 1360 foi reconhecido como déspota e governante da Acarnânia (o Despotado de Arta) pelo imperador sérvio titular e governante da Tessália Simeão Uresis. Ele foi de facto independente contudo, e atacou Tomás Comneno Prealimpo em Janina, antes de entrar em termos com ele. Morreu de praga em 1373/1374. | [ 102 ] [ 103 ] |
| Blucasino Demétrio                                 | 1364–1365                   | Estêvão Uresis V        | Um dos ais poderosos magnatas sob Estêvão IV, foi nomeado déspota em 1364 e então rei e coimperador pelo imperador Estêvão Uresis V. Ele tornou-se de facto independente por 1368, e foi morto pelos otomanos na batalha de Maritsa em 1371. | [ 104 ]         |
| João Ugleses                                       | 1365–1371                   | Estêvão Uresis V        | Irmão de Blucasino Demétrio, foi nomeado déspota em sucessão a seu irmão e tornou-se governante de Serres junto com a viúva de Estêvão Uresis IV, Helena. De ca. 1368, ele foi um governante de facto independente até sua morte na batalha de Maritsa.                                                                                              | [ 105 ]         |
| João Dragases                                      | 1365 – c. 1378              | Estêvão Uresis V        | Primo de Estêvão Uresis V e sobrinho de Estêvão IV, com seu irmão Constantino Dragases ele governou o noroeste da Macedônia (o Despotado de Velesbudo). Da batalha de Maritsa em diante, ele foi um vassalo otomano. | [ 106 ]         |
| Despotado da Sérvia                                |                             |                         | |                 |
| Estêvão Lazarević                                  | 1402–1427                   | Manuel II Paleólogo     | Governante da sérvia como um vassalo otomano. Ele foi premiado com o título de déspota durante uma visita a Constantinopla em 1402, e governou o Despotado da Sérvia como um líder autônomo até sua morte em 1427. | [ 107 ]         |
| Jorge I Branković                                  | 1429–1456                   | Manuel II Paleólogo     | Sucessor de Estêvão Lazarević como governante da Sérvia a partir de 1427, ele recebeu o título de déspota em 1429. Foi vassalo otomano desde 1428. | [ 108 ]         |
| Lázaro II Branković                                | Anos 1440–1458              | Manuel II Paleólogo     | Filho e sucessor de Jorge I Branković, recebeu o título de déspota durante o reinado de seu pai. | [ 109 ]         |
| Estêvão Branković                                  | 1458–1459                   | Desconhecido            | Filho de Jorge I Branković, foi governante da Sérvia. Deposto em favor de Estêvão Estêvão Tomašević. |                 |
| Estêvão IV da Bósnia                               | April–June 1459             | unknown                 | Príncipe da Bósnia, tornou-se o último governante independente da Sérvia após seu casamento com Helena-Maria, a filha de Lázaro II Branković. Ele assumiu o título de déspota (ou talvez foi premiado pela viúva de Lázaro, a princesa bizantina Helena Paleóloga). Sua capital, Semêndria, foi conquistada pelos otomanos poucos meses depois.      | [ 109 ]         |
| Déspotas titulares em exílio sob suserania húngara |                             |                         | |                 |
| Lobo Gargurevitch                                  | 1471–1485                   | Matias I da Hungria     | Neto de Jorge I Branković |                 |
| Jorge II Branković                                 | 1486–1496                   | Matias I da Hungria     | Filho de Estêvão Branković |                 |
| João I Branković                                   | 1486–1502                   | Vladislau II da Hungria | Filho Estêvão Branković |                 |
| João I Berislavić                                  | 1504–1514                   | Vladislau II da Hungria | Casou-se com Helena Jakšić, a viúva de João I Branković |                 |
| Estêvão Berislavić                                 | 1514–1521                   | Vladislau II da Hungria | Filho de João I Berislavić |                 |
| Radič Božić                                        | 1527–1528                   | João Zápolya            | |                 |
| Pavle Bakić                                        | 1537                        | Fernando I de Habsburgo | |                 |